# Liste der Kartäuserklöster
Die Liste der Kartäuserklöster enthält die bestehenden und ehemaligen Klöster (Kartausen) der Kartäuser und Kartäuserinnen geordnet nach heutiger politischer Zugehörigkeit zu den einzelnen Staaten.
Seit der Gründung des Kartäuserordens hat es 272 Kartausen gegeben.

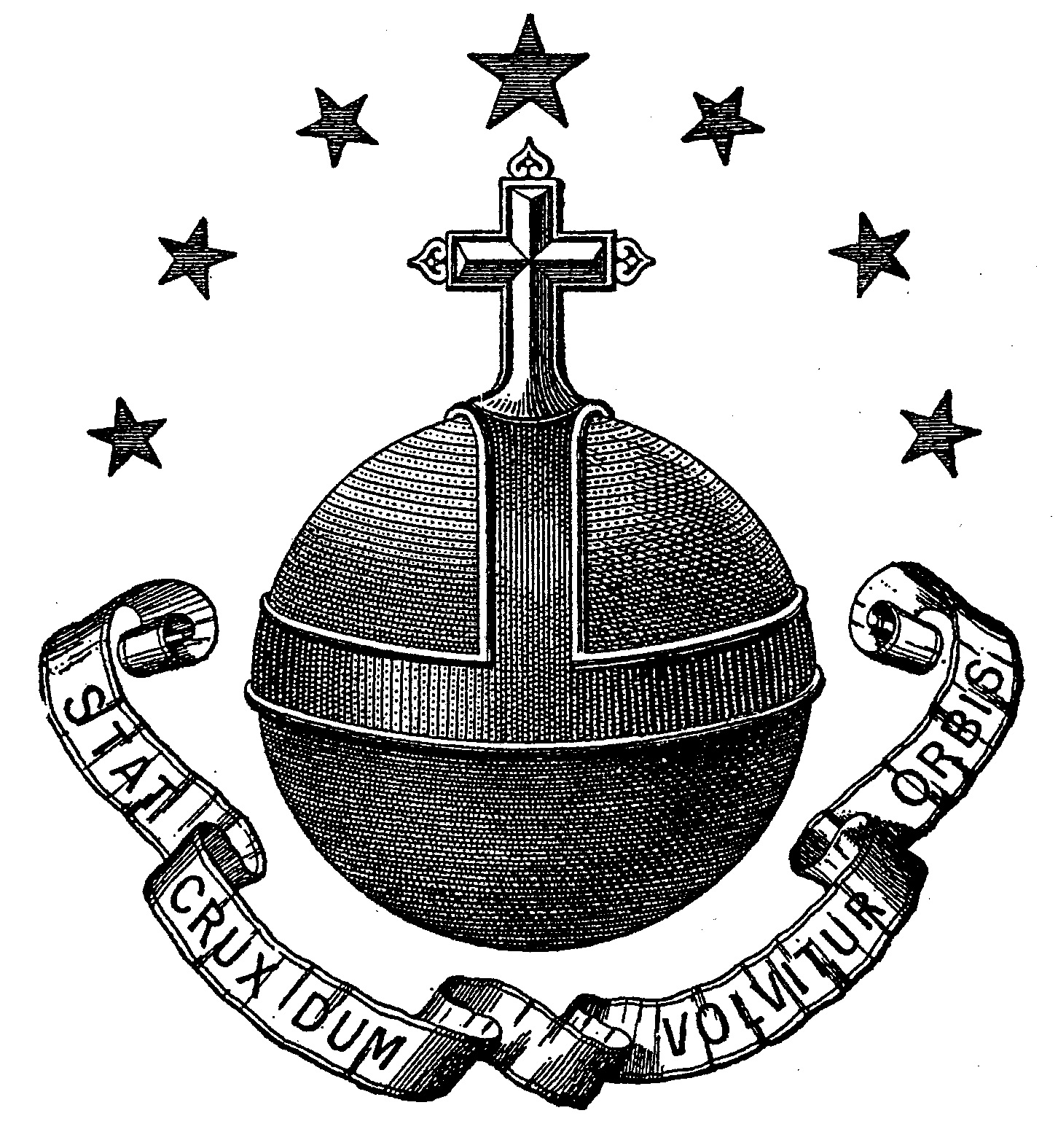
Emblem der Kartäuser
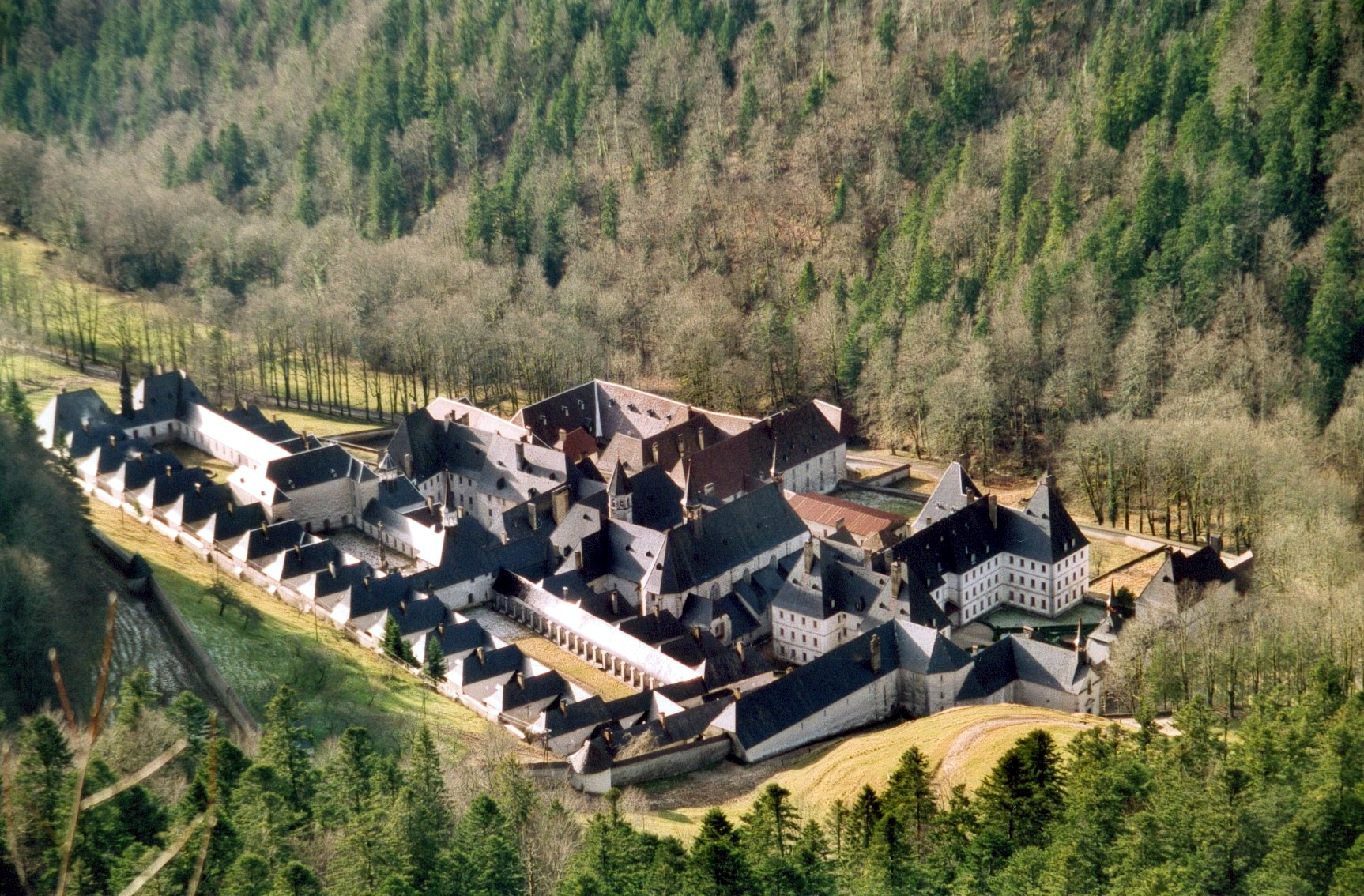
La Grande Chartreuse, das Mutterkloster aller Kartausen

- Nach Möglichkeit sind das Entstehungs- und Auflösungsdatum genannt.
- Die zurzeit bestehenden Klöster sind durch Fettdruck hervorgehoben.

## Kartäuser

### Argentinien
- Cartuja San José, bei Deán Funes, Provinz Córdoba (gegründet 1999)

### Belgien
- Kartuizerkloster Antwerpen (1324–1542; 1625–1783)
- Kartuizerkloster Notre-Dame-des-Grâces Brüssel (1454–1783)
- Kartuizerkloster Gent (1328–1578; 1584–1783)
- Kartuizerkloster Herne (Belgien) (aufgehoben)
- Kartuizerkloster Kortrijk (aufgehoben)
- Kartuizerkloster t’Kiel in Lier (Belgien) (aufgehoben)
- Kartuizerkloster Löwen (1491–1783)
- Kartuizerkloster Lüttich (1360–1796)
- Kartuizerkloster Nieuwpoort (1626–1783)
- Kartuizerkloster Geertruidenberg bei Oosterhout (1485–1581)
- Kartuizerkloster Scheut bei Anderlecht (1456 gegründet, aufgehoben)
- Kartuizerkloster Sint-Martens-Lierde bei Lierde (aufgehoben)
- Kartuizerkloster Saint-André Chercq bei Tournai (aufgehoben)
- Kartuizerkloster Zelem bei Halen (1329–1796)
- Kartuizerkloster Zepperen in Sint-Truiden (aufgehoben)

### Brasilien
- Cartuxa Nossa Senhora Medianeira, Ivorá (1984 gegründet)

### Dänemark
- Kartause Asserbo im Bistum Roskilde (ca. 1163 – ca. 1169)

### Deutschland
- Kartause Ahrensbök in Ahrensbök in Holstein (1397–1564)
- Kartause „Mariä Bruck“ in Astheim bei Volkach (1409–1803)
- Kartause Marienau bei Bad Wurzach (1964 gegründet)
- Reichskartause Buxheim „Maria Saal“ (1402–1802, 1100–1402 Kollegiatstift, ab 1926 Salesianer Don Boscos)
- Kartause Christgarten bei Nördlingen (1383–1649)
- Kartause Martinstal bei Crimmitschau (1478–1531)
- Kartause Maria Hain bei Düsseldorf (1869–1964, 1964 als Kartause Marienau nach Bad Wurzach verlegt)
- Kartause „Elisabethenhaus“ in Eisenach (1378–1525), jetzt Kartausgarten
- Kartause „St. Salvatorberg“ in Erfurt (1374–1803)
- Kartause Flüren bei Wesel (1419–1590), siehe Kartause Xanten
- Kartause Frankfurt/Oder (1396–1568)
- Kartause Freiburg (ca. 1345–1782)
- Kartause Eppenberg bei Gensungen (1440–1527)
- Kartause Grünau bei Hasloch (1328–1557, 1629–1803)
- Kartause Güterstein (1439–1535)
- Kartause Hildesheim (1387–1777)
- Kartause „Mariengarten“ in Ilmbach bei Prichsenstadt (1453–1803)
- Kartause Vogelsang bei Jülich (1478–1802)
- Kartause Marienburg im Kirchspiel Dülmen (1477–1804)
- Kartause Koblenz (1331–1802)
- Kölner Kartause (1334–1794)
- Kloster Karthaus/Kartause St. Bruno in Konz-Karthaus (1680–1802), ursprünglich als Kartause St. Alban in Trier gegründet (1330–1674)
- Kartause Mainz auf dem St.-Michaelsberg (1308 im Tal Neuhaus, 1324 in Mainz, 1781 aufgehoben)
- Kartause „Marienehe“ in Rostock-Marienehe (1396–1552)
- Kartause Nürnberg (1380–1525), heute Teil des Germanischen Nationalmuseums
- Kartause Tückelhausen bei Ochsenfurt (1351–1803)
- Kartause Prüll in Regensburg (1483–1803), heute Krankenhauskirche Bezirksklinikum
- Kartause St. Alban in Trier (1331–1802)
- Kloster Engelgarten in Würzburg (1351/52–1803)
- Kartause Xanten (1417 in Flüren bei Wesel gegründet, 1628 in Xanten, 1803 aufgehoben)
- Kartause Konradsburg bei Ermsleben (1477–1523)

### Frankreich
- Chartreuse Val St. Honoré in Abbeville (1300–1791)
- Chartreuse Notre Dame d’Aillon in Aillon-le-Jeune (1178–1793)
- Chartreuse Sainte-Marthe d’Aix in Aix-en-Provence (1623–1791)
- Chartreuse Notre-Dame de Maillard in Amillis (1504–1509)
- Chartreuse de Pomier bei Annecy (aufgehoben)
- Chartreuse de Bosserville in Art-sur-Meurthe (1666–1792, 1835–1901 Priesterseminar)
- Chartreuse Val St. Hugon in Arvillard (1178–1793, heute buddhistisches Zentrum)
- Chartreuse Notre-Dame de Bonne-Espérance in Aubevoye bei Gaillon (1563–1791)
- Chartreuse de Vallon in Bellevaux (1138–1628, verlegt nach Ripaille)
- Chartreuse Valprofonde in Béon (1301–1791)
- Chartreuse de Glandier in Beyssac (1219–1791, 1869–1901)
- Chartreuse Notre-Dame de Fontenay in Beaune (1328–1637)
- Chartreuse de Portes in Bénonces (1115–1790, 1856–1905, 1971-heute)
- Chartreuse Notre Dame de Bonlieu in Bonlieu (1171–1792)
- Notre Dame de Miséricorde in Bordeaux (1605–1790)
- Chartreuse du Val-Sainte-Marie in Bouvante (1144–1791, danach in Romans)
- Chartreuse du Val Saint-Pierre in Braye-en-Thiérache (1140–1791)
- Chartreuse de St. Michel du Champ in Brech (1364–1791)
- Chartreuse Le Puy in Brives-Charensac (1628–1791)
- Chartreuse de Port-Sainte-Marie in Chapdes-Beaufort (1219–1792)
- Chartreuse Notre dame du Temple de Cahors in Cahors (1329–1791)
- Chartreuse Carcassonne in Carcassonne (1319–1423)
- Chartreuse Notre-Dame de Bonpas in Caumont-sur-Durance (vorher Hospital, 1318–1792)
- Chartreuse Mougères in Caux (1825–1901, 1936–1977, danach Dominikaner)
- Chartreuse Notre-Dame St. Jean Baptiste in Voreppe (1170–1303 Benediktiner, 1303–1582 Kartäuser, 1640–1793 und 1844–1901 Dominikaner, seit 1961 Dominikanerinnen)
- Chartreuse de la Verne in Collobrières (1170–1791, seit 1983 Kongregation von Bethlehem)
- Chartreuse de la Sainte-Trinité de Champmol in Dijon (1383–1791)
- Chartreuse Notre Dame de Bellary in Chateauneuf bei Donzy (1209–1791)
- Chartreuse St. Joseph et Morand in Douai (1662–1791)
- Chartreuse Val-Dieu in Feings (1170–1791)
- Chartreuse La Boutillerie in Fleurbaix (1618–1792)
- Chartreuse Val St. Esprit in Gosnay (1320–1791; Doppelkloster mit Mt. Ste Marie in Gosnay)
- Grande Chartreuse bei Grenoble (1084 gegründet)
- Chartreuse des Ecouges bei Grenoble (1115 gegründet, aufgehoben)
- Chartreuse La Loubatière in Lacombe (1320–1427)
- Chartreuse Ste Anne de Nancy in Laxou (1632–1666, danach nach Bosserville (Art-sur-Meurthe) verlegt)
- Chartreuse Notre-Dame de Bonnefoy in Le Béage (1156–1791)
- Chartreuse Sylve-Bénite in le Pin bei Virieu (1116–1792)
- Chartreuse Le Repoisoir in Le Reposoir (1151–1793, 1846–1901, seit 1932 Karmeliten)
- Chartreuse Montmerle in Lescheroux (1210–1792, davor seit 1070 Benediktiner)
- Chartreuse de Lugny in Leuglay (1172–1791)
- Chartreuse Saint-Jean du Liget in Liget-Chemillé-sur-Indrois (1170–1791)
- Chartreuse Notre Dame d’Arvières in Lochieu (1132–1791)
- Chartreuse Val Ste Aldegonde in Longuenesse (1298–1791)
- Chartreuse Notre Dame du Lys in Lyon (1584–1790, 1810–1901), siehe St-Bruno (Lyon)
- Chartreuse Sainte-Marie-Madeleine in Marseille (1633–1791)
- Chartreuse Notre-Dame de Molsheim in Molsheim (1592–1792)
- Chartreuse du Mont-Dieu, in Le Mont-Dieu (1134–1791) (Doppelkartause)
- Chartreuse de Vauclaire in Montignac (1328–1790, 1858–1901)
- Chartreuse Notre-Dame des Prés bei Montreuil-sur-Mer (aufgehoben)
- Chartreuse de Montrieux in Méoune lès Montrieux (1117–1790, 1861–1901 und 1929-heute)
- Chartreuse Saint-Michel d’Auray im heutigen Département Morbihan (aufgehoben)
- Chartreuse Mortemart in Mortemart (1335–1412, danach Augustiner)
- Chartreuse Saint-Joseph de Moulins in Moulins (Allier) (1623–1790)
- Chartreuse Saints-Donatien-et-Rogatien in Nantes (1446–1791)
- Chartreuse Bellary bei Nevers (1209 gegründet, aufgehoben)
- Chartreuse du Mont-Saint-Louis bei Noyon (aufgehoben)
- Chartreuse Oyron in Oiron (1396–1446)
- Chartreuse Notre Dame de Vaucluse in Onoz (1125–1791)
- Chartreuse St. Lazare in Orléans (1622–1790)
- Chartreuse Vauvert in Paris-Gentilly (1257–1792, heute Jardin de Luxembourg)
- Chartreuse Notre-Dame Montrenaud in Passel (1308–1791)
- Chartreuse de Seillon in Péronnas (bis 1169, Franziskaner 1178–1792)
- Chartreuse Notre Dame la Rose in Le Petit-Quevilly (1384–1682)
- Chartreuse Saint Julien in Le Petit-Quevilly (1667–1791)
- Chartreuse Notre Dame de Bourgfontaine in Pisseleux bei Villers-Cotterêts (1325–1792)
- Chartreuse de Basseville in Pousseaux (1328–1791)
- Chartreuse Val St. Georges in Pouques-Lormes (1234–1792)
- Chartreuse Notre-Dame de Prébayon bei Vaison (aufgehoben)
- Chartreuse Notre-Dame Pomiers in Pressilly (1170–1793)
- Chartreuse du Port-Sainte-Marie Puy de Dôme bei Clermont-Ferrand (1219 gegründet, aufgehoben)
- Chartreuse Notre-Dame d’Apponay in Rémilly (1185–1790)
- Chartreuse Notre Dame Bellevue in Saïx bei Castres (1359–1791)
- Chartreuse Rettel in Rettel bei Sierck-les-Bains (1431–1792)
- Chartreuse Notre Dame l’Aveyron in Rodez (1511–1791)
- Chartreuse de Sainte-Croix-en-Jarez in Sainte-Croix-en-Jarez (1280–1792)
- Chartreuse Notre-Dame-de-la-Rose in Rouen (aufgehoben)
- Chartreuse Marienfloss in Sierck-les-Bains (1415–1431)
- Chartreuse Parc en Charnie in Saint-Denis-d’Orques (1235–1791)
- Chartreuse Notre Dame des Ecouges in Saint-Gervais (Isère) (1116–1418)
- Chartreuse de Valbonne in Saint-Paulet-de-Caisson (1203–1792, 1836–1901 evangelisch)
- Chartreuse Notre Dame de Currières in Chartres (1296–1790)
- Chartreuse Mt. Ste Marie in Koenigshoffen bei Straßburg (1355–1591)
- Chartreuse de Sélignac in Simandre-sur-Suran (1202–1792 und 1929–2001), wird zurzeit noch von einigen Laienbrüdern bewohnt
- Chartreuse de Saint-Sulpice im Bugey bei Thézillieu (1116–1130, 1133–1791 Zisterzienser aus Pontigny)
- Chartreuse Ripaille Annonciade in Thonon-les-Bains (1604–1793)
- Chartreuse Notre-Dame de Toulouse in Toulouse (1569–1791), heute Pfarrkirche
- St-Pierre-des-Chartreux in Toulouse (1602–1792), heute Pfarrkirche
- Chartreuse Notre Dame de la Pré in Troyes (1325–1428 in Isle-Aumont, 1428–1620 in Troyes, 1620–1792 in Largentière)
- Chartreuse Notre-Dame Valencienne in Valenciennes (1288 in Val St. Paul, 1293 nach Valencienne verlegt, 1297 nach Macourt, bis 1794)
- Chartreuse de Meyriat in Vieu-d’Izenave (1116–1792)
- Chartreuse Saint-Sauveur in Villefranche-de-Rouergue (1450–1791)
- Chartreuse du Val-de-Bénédiction in Villeneuve-lez-Avignon (1356–1792)
- Chartreuse de Pierre Châtel in Virignin (1383–1791)

### Großbritannien

#### England
- St. Hugh’s Charterhouse Parkminster, Horsham (1873 gegründet)
- Axholme Charterhouse (1397/1398–1538)
- Beauvale Priory (aufgehoben)
- Coventry Charterhouse (1386–1539)
- Eastwick Charterhouse in Eastwick (aufgehoben)
- Hinton Charterhouse in Hinton, Somerset (1232–1539)
- Hull Charterhouse in Kingston upon Hull (1377–1539)
- London Charterhouse (1370–1538)
- Mount Grace Priory Charterhouse (1398–1539)
- Sheen Charterhouse (aufgehoben)
- Witham Charterhouse (1178/1179–1539)

#### Schottland
- Perth Charterhouse (1429–1567)

### Irland
- Kloster Kinalehin (1252–1371)

### Italien
- Kloster Santa Maria di Palazzolo, Albano Laziale (~1398–~1458, davor Zisterzienser (1237–~1398), danach Minoriten (~1458–?), heute Collegio Inglese)
- Certosa di Banda bei Villar Focchiardo (aufgehoben)
- Certosa di Padula in Basso Salernitano (1306 gegründet, aufgehoben)
- Certosa San Girolamo in Bologna (aufgehoben)
- Certosa di San Girolamo in Parma (1769 aufgehoben)
- Certosa di San Giacomo auf Capri (aufgehoben)
- Certosa San Cristoforo in Ferrara (1452 gegründet, aufgehoben)
- Kartause Fossanova bei Privena, Latium (1825–1926, vorher Benediktiner (9. Jahrhundert–1135), Zisterzienser (1135–1810), heute Franziskaner)
- Certosa di Trisulti bei Frosinone (1204–1946)
- Certosa di Farneta in Maggiano bei Lucca (1338 gegründet)
- Certosa del Galluzzo bei Florenz (1345–1956)
- Certosa di Gorgona (aufgehoben)
- Certosa della Losa bei Gravere (1191 gegründet, aufgehoben)
- Certosa di Garegnano in Mailand (1349–1779)
- Certosa del Monte Bracco bei Barge (aufgehoben)
- Certosa del Montello bei Nervesa della Battaglia (aufgehoben)
- Certosa di Montebenedetto bei Villar Focchiardo, Region Piemont (1198 gegründet, aufgehoben)
- Certosa di San Martino in Neapel (1325 gegründet, 1807 aufgehoben)
- Certosa di Pisa in Calci (1366–1970)
- Certosa di Pavia (aufgehoben, heute Zisterzienser)
- Certosa di Pesio (1173 gegründet, aufgehoben)
- Certosa Santa Croce in Urbe in Rom (1370–1561)
- Certosa Rivarolo in Genua (Rivarolo) (1297–1798)
- Kartause Allerengelberg in Karthaus im Schnalstal, Südtirol (1326 gegründet und 1782 aufgehoben)
- Kartause San Stefano del Bosco bei Serra San Bruno (1091 gegründet, 1150–1514 Zisterzienserkloster, 1514–1783/1803 wieder Kartause, 1856 (?) wieder besiedelt)
- Certosa Savona (1480 gegründet, aufgehoben)
- Certosa di Pontignano bei Siena (1343–1785)
- Certosa Monte San Pietro in Toirano bei Savona (1315 gegründet, aufgehoben)
- Certosa di Casotto bei Garessio (1183 gegründet, aufgehoben)
- Certosa di Vedana (1456–1977), 1977 bis 2014 Kloster der Kartäuserinnen
- Certosa Venedig (1199–1807), siehe La Certosa

### Niederlande
- Kartuizerkloster von Saint-André Amsterdam (aufgehoben)
- Kartuizerkloster Arnheim (aufgehoben)
- Kartuizerkloster Sint-Sophie bei Bois-le-Duc (aufgehoben)
- Kartuizerkloster Noordgouwe auf Schouwen-Duiveland bei Zierikzee (aufgehoben)
- Kartuizerkloster Nova Lux Bloemendaal bei Haarlem (aufgehoben)
- Kartuizerkloster Sint-Barthelmy Delft (aufgehoben)
- Kartuizerkloster Geertruidenberg (aufgehoben)
- Kartuizerkloster Kampen (aufgehoben)
- Kartuizerkloster Bethlehem Mariae Roermond (aufgehoben)
- Kartuizerkloster ’s-Hertogenbosch (aufgehoben)
- Kartuizerkloster Utrecht (aufgehoben)
- Kartuizerkloster Vught (aufgehoben)

### Österreich
- Kartause „Marienpforte“ in Aggsbach-Dorf, Niederösterreich (1373–1782)
- Kartause „Maria Thron“ in Gaming, Niederösterreich (1330–1782)
- Kartause Mauerbach in Mauerbach bei Wien, Niederösterreich (1313–1782)

### Polen
- Kartause Gidle bei Łódź (1641–1819)
- Kartause Grabow bei Stettin (1342–1538)
- Kartause Marienparadies in Kartuzy (deutsch Karthaus) in Kaschubien (Westpreußen) (1380–1826)
- Kartause Liegnitz in Niederschlesien (1423–1548)
- Kartause „Marienkron“ bei Darłowo (deutsch Rügenwalde), 1394 in Korlino (deutsch Körlin) gegründet, seit 1407 in Rügenwalde, 1534 aufgehoben
- Kartause „Gottesfriede“ bei Świdwin (deutsch Schivelbein) in Hinterpommern (1443–1552)

### Portugal
- Cartuxa Santa María Scala Coeli in Évora (1587–1834 und 1960–2011).[1]
- Convento da Cartuxa de Caxias (1594–1833), 1594 bei Lissabon gegründet, 1598 nach Caxias bei Oeiras transferiert.

### Schweden
- Kartause Lund in Lund, Provinz Skåne län (1162–1181)[2]
- Kartause Marienfred, beim späteren Schloss Gripsholm in Mariefred (1493–1526)

### Schweiz
- Kartause Ripaille (aufgehoben)
- Kartause St. Margarethental in Basel, Mönche (1401–1564)
- Kartause Ittingen in Warth, Kanton Thurgau (1461–1848)
- Kartause La Valsainte bei Cerniat, Kanton Freiburg (1294 gegründet)
- Kartause Thorberg in Krauchthal, Kanton Bern (1397–1525)
- Kartause Villa Pacis in Chandrossel (aufgehoben)
- Kartause Oujon bei Arzier (aufgehoben)
- Kartause La Part-Dieu in Gruyères (aufgehoben)
- Kartause Saint-Lieu de la Lance in Concise, Kanton Waadt (1317–1536)

### Slowakei
- Kartause Červený Kláštor ("Rotes Kloster", auch Kloster Lechnica genannt) (1320–1563 Kartäuser, 1711–1782 Camaldulenser)
- Kartause Lethenkow bei Letanovce (ca. 1300–1543)

### Slowenien
- Kartause Pleterje (slowenisch: Kartuzijanski samostan Pleterje, deutsch: Kartause Pleteriach) bei Šentjernej (1403 gegründet)
- Kartäuserkloster Geirach (Kartuzijanski samostan Jurklošter) Jurklošter, Gemeinde Laško (1173 oder 1174–1595)
- Kartäuserkloster Seiz (Kartuzijanski samostan Žiče) bei Slovenske Konjice (1165–1782)
- Kartäuserkloster Freudental (Kartuzijanski samostan Bistra) Bistra bei Vrhnika (1255–1782)

### Spanien
- Cartuja de Aula Dei Saragossa (1564–2011)
- Cartuja de Santa María de Miraflores Burgos (1441 gegründet)
- Cartuja de Baja oder Baxa bei Saragossa (1651–1835)
- Cartoixa de Santa María de Montalegre Tiana bei Barcelona (1415 gegründet)
- Cartuja Santa María Porta Coeli bei Valencia (1272 gegründet)
- Cartuja de Ara Christi bei Valencia (aufgehoben)
- Cartuja Valldemossa auf Mallorca (1339–1835)
- Cartuja de Jerez de la Frontera (bestand 1463–1835 und 1948–2001)
- Cartuja von Granada (1516–1835)
- Cartuja El Paular in Rascafría bei Madrid (1390–1835)
- Cartoixa de Santa Maria d’Escaladei in La Morera del Montsant (1285–1769)
- Cartuja Vall de Cristo (1385–1835)
- Cartoixa de Vallparadís in Terrassa bei Barcelona (1345–1415)
- Cartuja de las Fuentes in Monegros bei Lanaja (1507–1836)
- Santa María de las Cuevas in Sevilla (1400–1835)
- Cartuja de Cazalla (de la Sierra), als Tochterhaus von Santa María de las Cuevas gegründet (1477–1834)

### Südkorea
- Kartusio Sudowon, „Unsere Liebe Frau von Korea“ bei Sangju, im Westen der Provinz Gyeongsangbuk-do (seit 2004)

### Tschechien
- Kartause „Garten der seligen Maria“ (lateinisch Hortus Beatae Mariae; tschechisch Zahrada Panny Marie) Prag (1342–1419)
- Kartause „Maria Dornbusch“ Tržek (1378–1394)
- Kartause Královo Pole, Královo Pole (1375–1782)
- Kartause „Domus Beatae Mariae in Valle Josephat“, zunächst in Dolany (1388–1437), dann Olmütz (1443–1782)
- Kartause Štípa bei Zlín (1616–1623, auf Karthaus übertragen)
- Kartause des Hl. Bruno in Karthaus-Valdice (1627–1782)
- Kartause in Königsfeld bei Brünn (1375–1782)

### Ungarn
- Kartause Felsőtárkány (1330–1526)
- Kartause Lövöld (1347–1552)

### Vereinigte Staaten
- Charterhouse of the Transfiguration bei Arlington, Vermont (1970 gegründet)

### Belarus
- Kartause Bjarosa (1648–1831)

## Kartäuserinnen

### Belgien
- Kartuizerinnenklooster Sint-Anna-ter-Woestijne bei Brügge (aufgehoben)

### Frankreich
- Chartreuse de Parménie in Beaucroissant (1257–1424, dann nach Ecouges übertragen)
- Chartreuse Notre-Dame du Gard in Belloy-sur-Somme (1137–1792, 1871–1906 Zisterzienser)
- Chartreuse Sainte Croix Beauregard in Coublevie (1827–1903)
- Chartreuse Prébayon in Gigondas (1150–1200, danach nach St. André verlegt)
- Chartreuse de Saint-André-de-Ramières in Gigondas (1145–1734)
- Chartreuse du Mont-Sainte-Marie in Gosnay (1329–1792, Doppelkloster mit Val St. Esprit in Gosnay)
- Chartreuse Notre-Dame de Salettes La Balme-les-Grottes (1299–1792)
- Chartreuse Saints coeurs Jesus Marie in Labastide-Saint-Pierre (1854–1903)
- Chartreuse Sainte Roseline Celle Roubaud in Les Arcs (vor 1260 Benediktinerinnen, 1260–1499 Kartäuserinnen, ab 1504 Franziskaner)
- Chartreuse de Polletins in Mionnay (1238–1605, dann nach Lyon verlegt)
- Chartreuse Precieux sang de Nonenque in Marnhagues-et-Latour (1139–1791 Zisterzienser, seit 1927 Kartäuserinnen)
- Chartreuse Notre-Dame de Bertaud Rabou (1188–1446, danach nach Durbon verlegt)
- Chartreuse Notre Dame Reillanne (1978 gegründet)
- Chartreuse Eymeu Bonlieu in Romans-sur-Isère (1300–1310, danach Benediktiner)
- Chartreuse Notre Dame de Durbon in Saint-Julien-en-Beauchêne (1116–1405, 1446–1601, 1601–1791 Kartäuser)
- Chartreuse Notre-Dame de Melan in Taninges (1283–1793, 1803–1906 Frauenstift)
- Chartreuse de Prémol in Vaulnaveys-le-Haut (1234–1792)

### Italien
- Certosa della Trinità Dego, Provinz Savona (1994 gegründet)
- Certosa di San Francesco in Giaveno (1904–1994)
- Certosa di Vedana in Sospirolo (1977–2014), zuvor von 1456 bis 1977 Männerkloster

### Spanien
- Cartuja Santa Maria de Benifacà in La Pobla de Benifassà bei Vinaroz (1967 gegründet)

### Südkorea
- Kartause Annonciation, Kartause der Verkündigung, (2008 gegründet)